# Hälltjärnen (Västervåla socken, Västmanland)
Hälltjärnen är en sjö i Fagersta kommun i Västmanland och ingår i Norrströms huvudavrinningsområde. Sjön är 5,5 meter djup, har en yta på 0,04 kvadratkilometer och är belägen 99 meter över havet.